# Ludwig Curtius
Pour les articles homonymes, voir Curtius.
Ludwig Curtius est un archéologue allemand né le 13 décembre 1874 à Augsbourg et mort le 10 avril 1954 à Rome.

## Biographie
Ludwig Curtius est directeur de l'Institut archéologique allemand de Rome de  1928 à 1937.
Il est inhumé au cimetière teutonique de Rome.

## Distinctions
- Pour le Mérite

## Œuvres
- Deutsche und antike Welt; (autobiographie), Stuttgart 1950
- Antike Kunst; 3. Aufl., Darmstadt 1959
- Das antike Rom; Vienne 1944
- Die Wandmalerei Pompejis; Leipzig 1929 (ND Darmstadt 1972)